# Tektronix 4010
Tektronix 4010シリーズはテクトロニクスによって開発された直視型二安定方式ストレージCRTの技術に基づくテキストおよびグラフィックコンピュータ端末のシリーズである。シリーズは1970年代に発表されたが、最もよく知られているのは11インチディスプレイの4010型と19インチの4014型で、マイナーな25インチの4016型もあった。1970年代から1980年代初頭にかけてCAD市場で広く使用された。
4000シリーズは、画面上の表示を維持するために追加の電子機器が必要なかったため、IBM 2250などの以前のグラフィック端末よりもはるかに安価だった。描画された画像は意図的に消去されるまで画面に表示され続けたので、1970年代には非常に高価だった画像を保存するためのコンピュータメモリが不要になる利点があった。
このシリーズは、1980年代に安価なグラフィックワークステーションが発表されるまで人気があった。これらの新しいグラフィックワークステーションは、半導体メモリが安価になるにつれて手頃な価格になったラスターディスプレイと専用スクリーンバッファを使用する方式に置き換えられた。

## 歴史

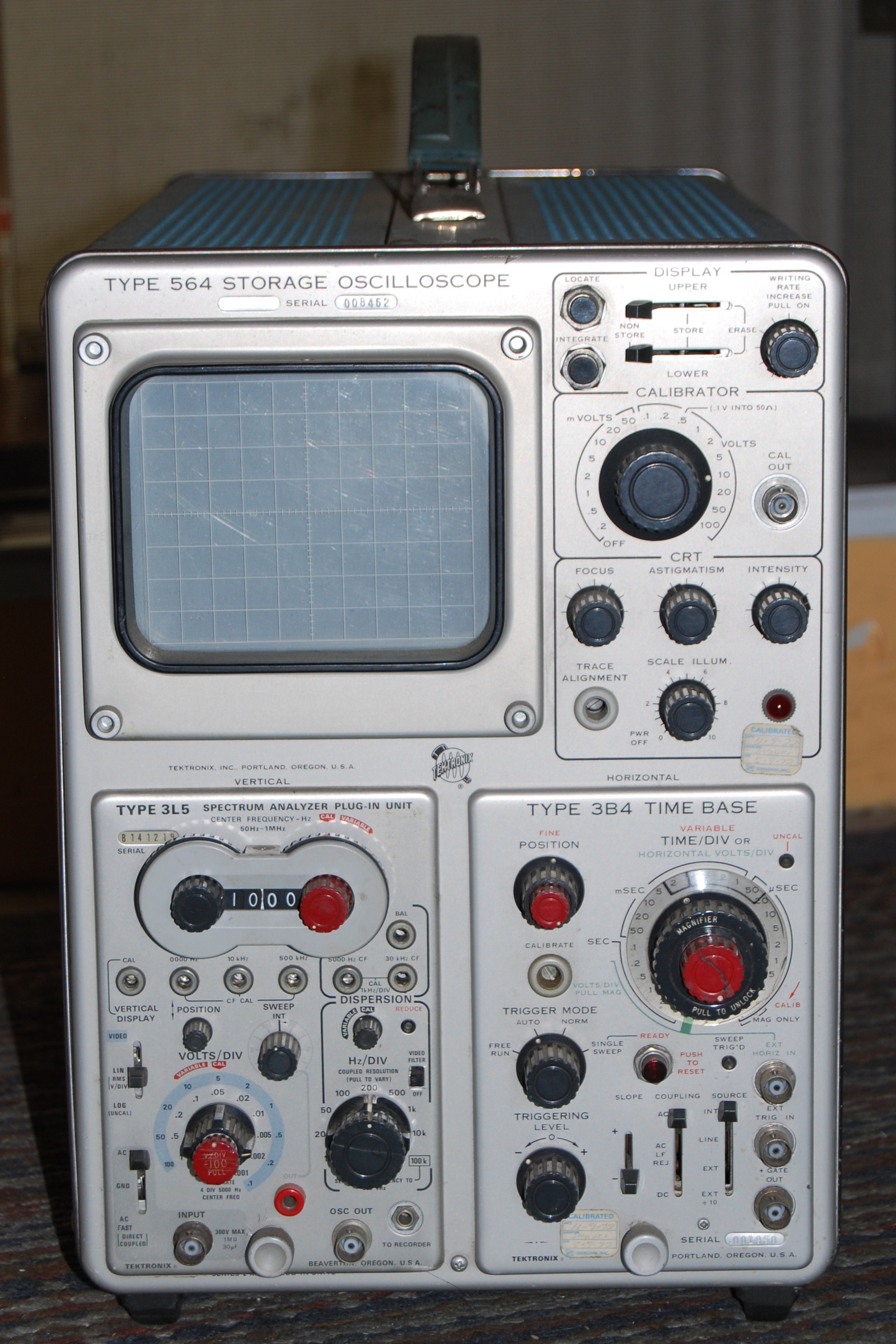
564型ストレージ・オシロスコープは401xグラフィックコンピュータディスプレイと同じ基本技術を用いている。

テクトロニクスの直視型二安定方式ストレージCRT (Direct-view bistable storage tube、DVBST) は1963年に同社のオシロスコープ製品である564型で使用され、オシロスコープ以外では1968年に発売された汎用モニターの601型で初めて使用された。この600シリーズのモニターを元にした様々なグラフィック端末が開発された。その中には、MITのProject MAC や、11インチの611型を使用したDECの KV8I（後にKV8E）が含まれる。こうしたディスプレイ製品群はCRTと関連する基本的な電子部品のみから構成され、望みの表示画面を得るためにCRTの信号線を直接駆動するのはホストコンピュータ上で動作するソフトウェアの役目だった。
テクトロニクスは、1969年に Tektronix 4002（日本ではT4002型）を発表、1971年に改良された4002A型を発表して、端末機市場に参入した。後者は1973年に9,400ドル（2023年時点での64,518ドルと同等）で販売され、150ドルのホストアダプターが必要だった。これらは以前のサードパーティ端末と同様であり、基本的に、蓄積管（ストレージ型CRT）の1つを、ホストからの命令をデコードして制御入力に変換するために必要な回路と組み合わせている。ただし、T4002型には、画面の一部のみが蓄積管であり、通常の更新ベースの描画用に小さなセクションが確保されているという独自の機能があった。この領域は、ステータスメッセージとコマンドの入力に使用された。ラスタースキャンハードウェアや記憶装置を搭載していなかったため、ちらつくことなく十分な速さでこの領域を更新できるかどうかはホストコンピュータ次第だった。

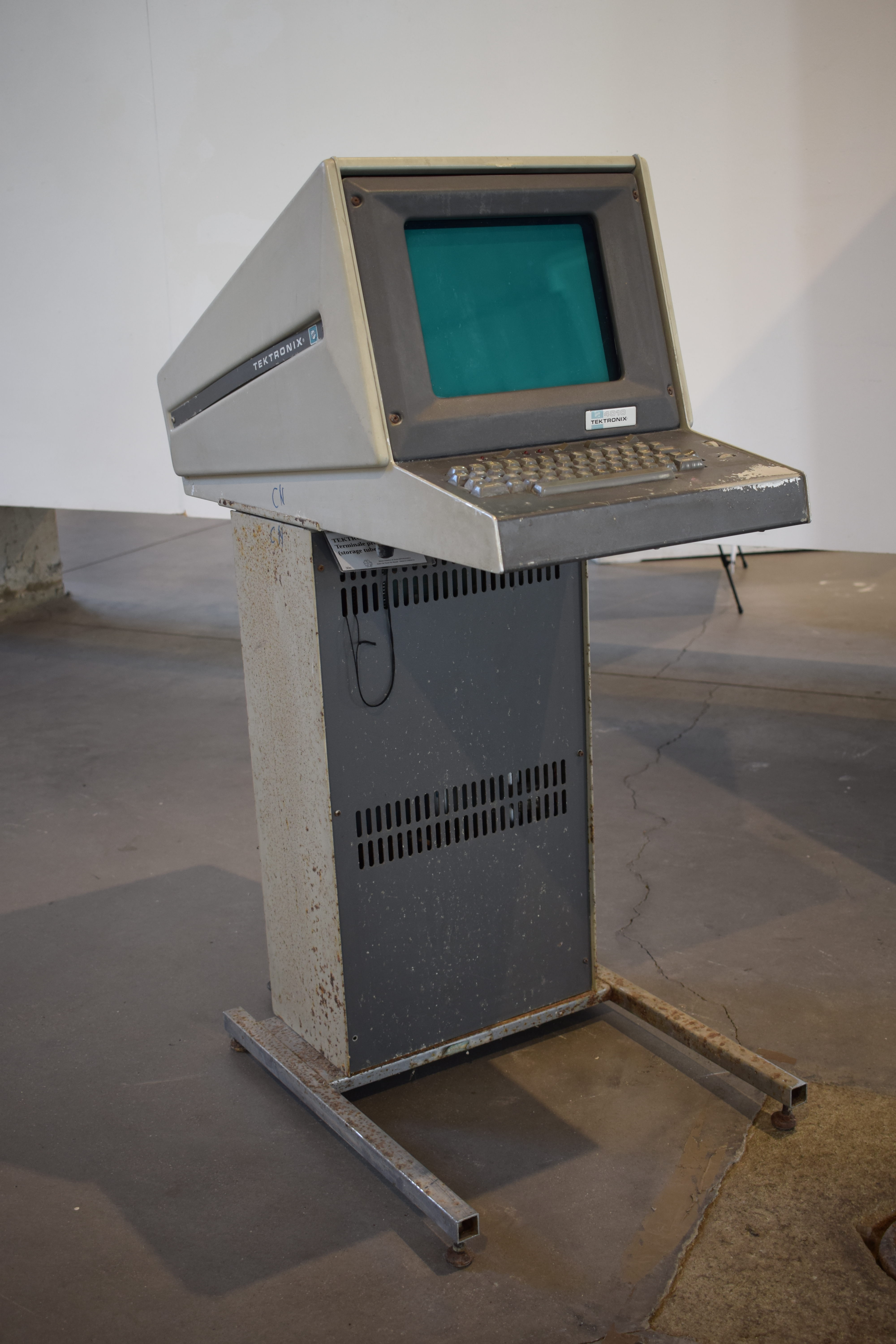
テクトロニクスは4010型でコンピュータ端末市場へ参入した。

1972年以降、最初にT4002型が4002A型へ置き換えられ、次に4010型へ置き換えられた。4010型は多くの変更と簡素化により、さらに安価になり、当初は3,950ドル（2023年時点での27,111ドルと同等）、ホストアダプター用に290ドルでリリースされた。4010シリーズの他のモデルには、小文字を追加した4012型、およびAPL文字セットを備えた4013型が含まれていた。これらは、ベースモデルの4010型にも追加できるプラグインボードで実装された。 1980年代に、RS-232ポートを内蔵し、多くの機能が削られたバージョンが4006型としてリリースされた。これは、机に収まるほど小さく、1980年には2,995ドル（2023年時点での11,075ドルと同等）で販売された。
1974年、より大きな19インチの画面と人間工学的なレイアウトを備えた4014型が8,450ドル（2023年時点での52,205ドルと同等）で製品ラインナップに加わった。さまざまな新機能も備えていたため、多くの状況ではるかに効果的であり、特にCADの使用で一般的になりました。アップグレードが非常に広範であるため、4014シリーズは4010型とは別の製品ラインナップまたはファミリー全体の標準モデルと見なされることがある。 4015型は、4013型のAPLカードを備えた4014型である。1979年に登場した4016型は、25インチの画面と、はるかに大きな画面サイズを提供するための多少異なる機械的レイアウトを備えたバージョンだった。基本モデルははるかに高価で、1980年に19,500ドル（2023年時点での72,109ドルと同等）だった。
これらのモデルの一部またはすべてで動作するさまざまな周辺機器が利用可能だった。4010型で登場した最初のラインナップには、グラフィックプリンタである4610型ハード・コピー・ユニットがあった。これは、モニタのシステムを使用してディスプレイを1行ずつスキャンし、プリンタに送信して、高さ1行のCRTが感熱紙に画像を複製した。 通常は3,550ドルで販売されており、3,950ドルのバージョンでは、4台の端末間でプリンターを共有できた。プリンタアダプタは4010型にプリインストールされて4010-1型になる。4012型と4013型の両方にはプリインストールされたが、-1表記は付かない。4631型は、シートフィーダを備えた高速版の4610型である。適切に装備された4014型はIEEE 488規格の4662型インタラクティブ・デジタル・プロッタや4663型Cサイズ（ISO A2判）バージョンなどの拡張カードを介してプロッターを駆動することもできる。プロッターは、グラフィックデータに埋め込むことができる色付きのペン選択を提供した。
ストレージの場合、システムはホストから受信した文字のストリームを書き出して、ローカルで再生して表示を再作成できるようにする。ストレージオプションには、4911型紙テープ、Sykes TT120メカニズムに基づくカセットテープを使用する4912型、後にQuarter Inch Cartridgeデジタルテープを利用できる4923型が追加された。 
ラインナップの他のデバイスには4951型ジョイスティック・コントローラや、T4002型に十文字を描いた4901型および4903型インタラクティブ・グラフィック・ユニット（後発モデルでは同等の機能が搭載された）があった。オリジナルの611型用に開発された4551型ライトペンも使用できる。
4010シリーズは、2つのセルフホストシステムの端末としても使用された。4050シリーズは、内部プロセッサとDC300テープユニットを備えた4010型または4014型を使用することで、シンプルなデスクトップ型ユニットにできあがった。元の4010ベースに、8ビットプロセッサの4051型、16ビットプロセッサの4052型、4014型のスクリーンと4052型のロジックを組み合わせた4054型の、3つのモデルがあった。4081型は、Interdata 7/16ミニコンピュータが事務机に組み込まれたバージョンであり、使用が制限されていた。 テクトロニクスは、蓄積管をOEM販売し続け、19インチバージョンはGMA101および102（前者は約2倍の描画速度）、25インチはGMA125として販売した。
テクトロニクスは、数値のリストなどの単純な入力をグラフのようなグラフィック表示に変換するPLOT10として知られるFORTRANのグラフィックルーチンのセットも販売した。もう1つの一般的な解決策は、4010型で実行するように適合されたDISSPLAシステムだった。
グラフィックを端末に送信するためのコマンド形式は非常に単純で、すぐに他の多くの端末ベンダーによってコピーされた。これらは後にラスタースキャンディスプレイを使用する従来の映像端末に移行したが、一般的に解像度は低く、おそらく4010型の半分だった。 これらの多くは、元の4010型コマンドセットに色を追加した4105型ラスタースキャン端末からのカラーコードも認識できた。このエミュレーションは、今日まで新しい端末で使用およびコピーされ続けている。NCSA Telnet およびxtermは、4014型（ xterm -t ）をエミュレートできる。 

## 基本コンセプト

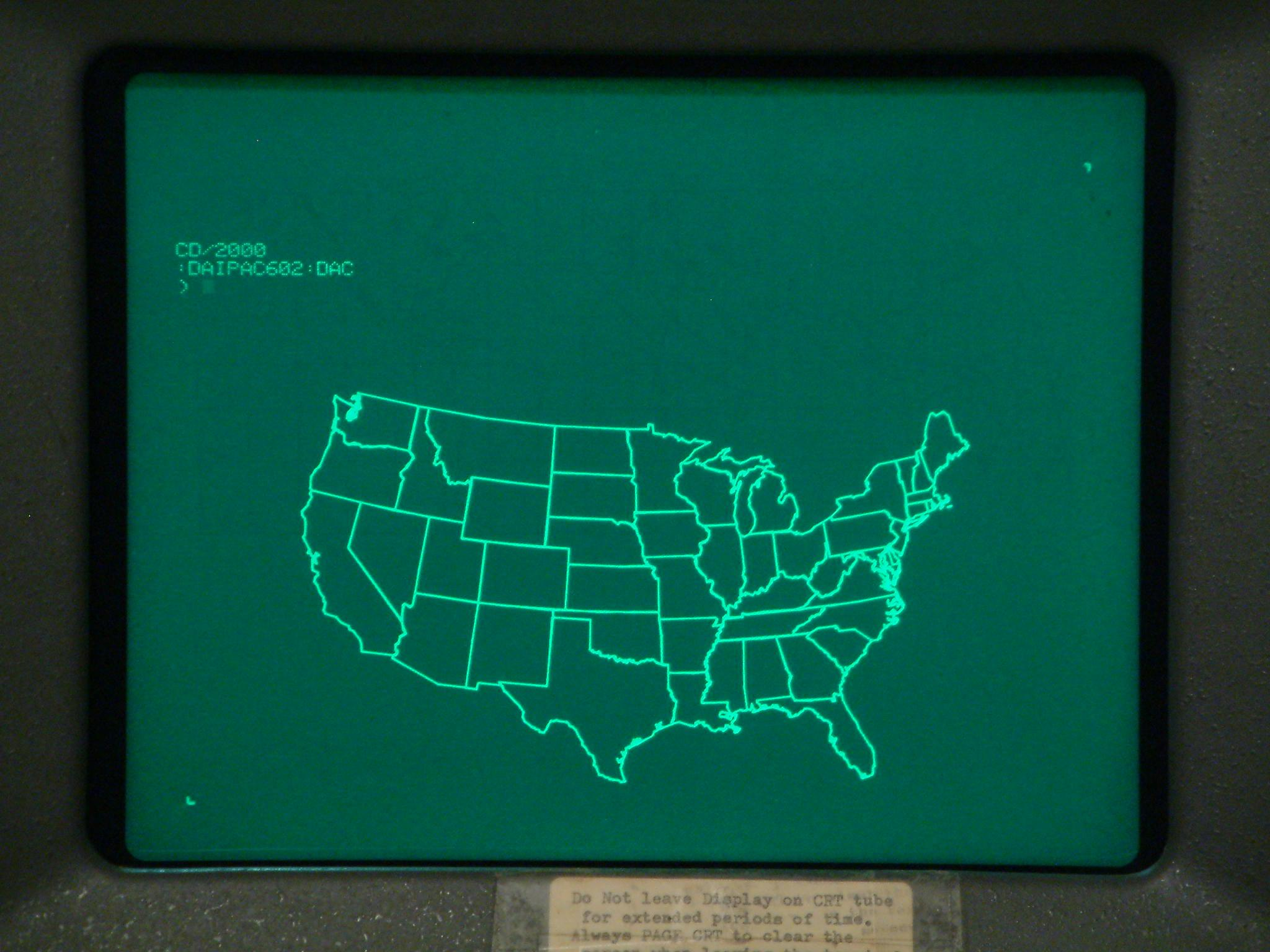
この画像は、4014型で米国の隣接する州の地図を生成するサンプルファイルを表示している。

従来のビデオディスプレイは、時間内の単一のスナップショットを表す一連の画像または「フレーム」で構成されている。フレームが十分な速さで更新されると、それらの連続的な画像の変化は錯覚により動いて見える。コンピュータのディスプレイでは、画像は一般に長時間静止しているため通常のブラウン管はコンピュータのディスプレイには不適当になる。解決策は、追加のハードウェアとコンピュータメモリを使用して、画面更新の間に画像を保存することで、これはVRAMのフレームバッファと呼ばれる仕組みである。
1960年代は磁気コアメモリが非常に高価で、通常は1ビットあたり1セントで販売されていた。テキストの画面を80列×25行で7ビットASCIIを使用して保存する場合、80×25×7ビット=14,000ビットが必要になり、端末の価格が高額になる。端末がグラフィックを表示する必要がある場合、コストはさらに高くなる。たとえば、1024×768の解像度で1ビットポイント（オン/オフ）をサポートするグラフィック端末は、1024×768×1ビット=786,432ビットのメモリを必要とし、接続先のコンピュータのコストよりも多くなる可能性がある。必要なメモリ量を削減するための1つの解決策は、画像を点ではなく線で表すことだった。この場合、エンドポイントのみをメモリに保存する必要があり、追加のハードウェアがエンドポイント間に描画して表示を生成する。同じ1,024の解像度空間内の座標には10ビット（2 10 ）が必要となる。したがって、ディスプレイが合計1000行を保持できる場合、1000行×2端×端あたり2座標（XおよびY）×10ビット=40,000ビットが必要になる。 IBM 2250グラフィック端末はこの方式を使用して1970年に280,000ドルで販売された。 

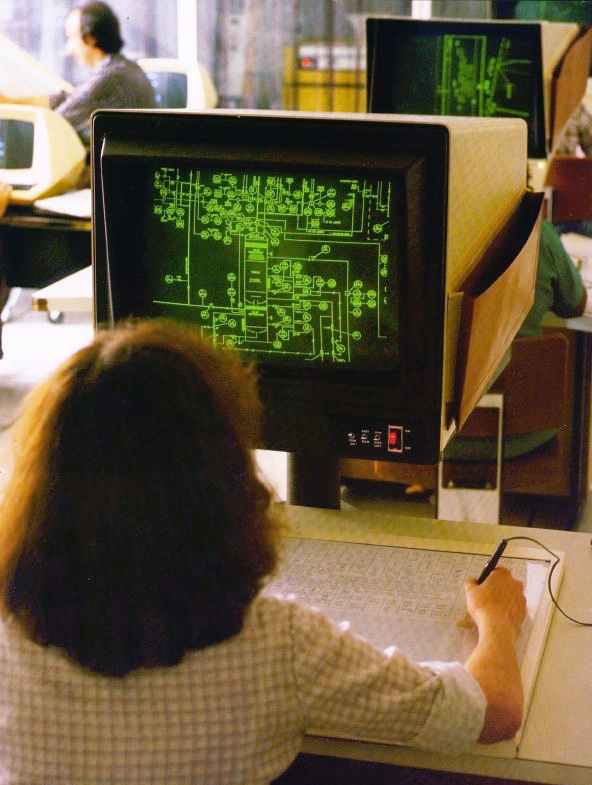
1979年頃のComputervision CADシステム。テクトロニクスの19インチ蓄積管を使用。蓄積管ディスプレイに典型的な、画面全体のわずかな輝きに注目。

テクトロニクスは当初、1950年代後半に、研究用のオシロスコープディスプレイに画像を保存する方法として蓄積管を開発したが、同じシステムがレーダーディスプレイですでに使用されていた。基本的なコンセプトは、従来のCRTレイアウトを使用しているが、2組の電子銃を使用している。 1つは「フラッドガン」で、画面全体に低エネルギーの電子が一定に流れ、わずかに光る。 2つ目の「ライトガン」はテレビ画面を描画する普通の電子銃であり、そのビームは電磁石を使用して従来の方法でディスプレイ表面上を動き回っていた。ただし、この銃は通常よりも高いエネルギーに設定される。そのビームが画面に当たると、光電子放出と呼ばれる効果が発生し、電子がリン蛍光物質からディスプレイの前面に向かって移動し、薄い透明電極によって電子が拾われる。この領域には通常よりも少ない電子が含まれるようになり、周囲に比べて正の電荷が与えられる。これにより、フラッドガンからの電子の一部がそのスポットに強く引き付けられ、発光したままになる。この手法を使用したディスプレイは、ライトガンビームがディスプレイ上を移動する際の明るいフラッシュによって即座に認識される。 
画面自体が画像を保存する記憶装置の役目をするため、コンピュータにメモリを内蔵する必要がなく、端末のコストを大幅に削減できる。 4010型の価格は3,950ドルでIBMの機械より約2桁も安価だった。これにより、グラフィックははるかに幅広いターゲットにとって実用的なものになった。 テクトロニクスの方式では表示できるベクトル数に制限がなく、単にそれらをディスプレイに送信し続けることができるという利点もあるが、IBM端末のような方法では、表示できるベクトルの数が固定されていた。 Computervisionなどの企業によって製造された初期のCADシステムは、この機能を利用して、任意に複雑なデザインを表示することができた。 
蓄積管の主な欠点は、画像が保存されると、画像全体を消去することによってのみ削除できることである。このため、このディスプレイは、スクロールするテキスト、アニメーション、または画像の一部が変化するその他のディスプレイでの作業には適していない。 テクトロニクスは、非蓄積ベクターのライトスルー概念を取り入れたが、端末自体にメモリがないため、ホストコンピューターによってこれらを継続的に更新する必要があった。これにより、これらのオブジェクトの数が端末とホスト間の接続の通信速度に制限され、多くの場合、数十の範囲に収まった。もう1つの欠点は、画像がディスプレイに貼り付くまでの時間が短く、画像を描画できる速度が制限されることである。 テクトロニクスはこれを「蓄積書き込み速度 (stored writing speed)」と呼び、1秒あたりのベクトルインチで測定した。テクトロニクスのディスプレイでは1500から4000の数値が一般的であった。 

## 技術説明

### 機械的レイアウト
401xシリーズは、車輪付きカートの上に置かれた大型モニターで構成されていた。カートは、ほとんどの電子機器を背面の垂直ケースに収納していた。これは、拡張カードへのアクセスを提供するだけでなく、さまざまなスイッチやジャンパにアクセスするために正面から開くことができる。カート内では、拡張カードは「ミニバス」システムを使用して、8ビットデータバスを備えた36ピンカードコネクタを使用して接続されていた。10フィート (3.0 m)ケーブルを使用してカートを机に接続した状態で、CRTを机の上に置くことができた。

### インターフェース
4010型は、ミニバスカードを使用してホストコンピュータとの通信を処理し、さまざまなホストインターフェースを利用できた。 4014型端末は通常、標準の通信インターフェースがインストールされた状態で出荷され、 RS-232接続を提供するが、重要なピンのみが接続されていた。設定は完全にジャンパによって処理され、接続中に端末がこれらの設定を変更することはできなかった。通信インターフェースの代替として、TTYインターフェースは、端末をネットワークのテレタイプ端末に接続することを可能にした。これは、その時代のメインフレームによってまだ広く使用されていた。カスタムシリアルまたはパラレル接続を使用した直接インターフェースも、ほとんどのメインフレームシステムで利用できた。 

### テキスト表示
「アルファモード」では、4010型は74文字の35行を表示します。ターミナルは当時の標準では「ダム」であり、アドレス指定可能なカーソル位置などのさまざまなスマートターミナル機能がなかった。また、端末には重要なバッファリングがなく、多くの操作によってデータが失われる可能性があった。特に、キャリッジリターンには約100から200マイクロ秒かかり、画面の消去操作はそれよりもはるかに長くなった。これらの期間中にデータが失われるのを防ぐために、それ以上データを遅らせるにはホストコンピュータに頼る必要があった。 
興味深い機能の1つは、35番目の文字の2番目の余白である。これにより、画面の左側と余白0の場合はその点の間、または余白1の場合はその点と画面の右側の間で線を制限できる。これは、グラフィックとテキストを混合したり、2列のテキストを表示したりする場合に便利である。列の切り替えは、任意の列の最後の行に移動し、改行を押すことによって行われた。その後、カーソルは次の列の上部に再表示される。これらの境界内で描画を制限する仕組みはなかったため、適切なポイントにCR / LF文字を挿入して、行がマージン内にとどまるようにするのはホストソフトウェアの役割であった。マージン0に書き込む行は、CR / LFが35文字目の前に折り返されるように送信されなかった場合、画面の全長を延長するが、同じ行のマージン1領域のデータは、後で書き込まれ、上に描画される。
端末は、オプションのプラグイン回路基板によって、ASCIIの SO文字とSI文字で切り替えられる2番目の文字セットをサポートした。 

### グラフィックディスプレイ
4010型はラスターディスプレイではないため、理論上は無制限の解像度を持っているが、コマンドデコード回路はこれを1,024×1,024に制限する。画面比は4：3であるため、垂直方向には780ポイントしか表示できなかった。原点は左下にある。
0から1,023までの値をエンコードするには、10ビットが必要になる。 2 ^ 10 = 1024。これらの値はASCIIでエンコードされ、文字ごとに5ビットを使用するため、値ごとに2文字、または完全なX、Y座標には4文字が必要になる。エンコード方式は、ASCII印刷可能文字セットから各値を割り当てることにより、座標文字がシリアルリンクを介して安全に送信されるように設計されている。 X値には、10進数の64から95の32文字で、ほとんどが大文字に割り当てられた。Y座標には、96から127の同様の範囲が与えられ、ほとんどが小文字であった。位置をASCII文字コードに変換するには、X値に64を追加し、Y値に96を追加する。どちらの上位ビットも同じで、32から63の範囲で、ほとんどが数字と句読点であった。 
したがって、文字からポイントを計算するための完全な式は次のとおり。 
```
X = 32×（高いX文字のASCII値-32）+（低いX文字のASCII値-64）
Y = 32×（高いY文字のASCII値-32）+（低いY文字のASCII値-96）
```

マニュアルには常にYの前にX、上位の前に下位文字の計算が示されているが、4文字は、上位Y、下位Y、上位X、最後に下位Xの順で逆の順序で送信する必要がある。たとえば、座標 (23, 142) について考えてみる。X座標は0から31の範囲内にあるため、シフトは必要ない。23を64に追加すると、87がASCII文字Wになり、シフトが不要なため、「シフト文字」はspaceになる。Y座標142の場合、数値を0から31の範囲に戻す必要があり、これは128を引けばよい。すると、14になる。最初の文字を取得するために14に96を足すと、110、つまりpになる。これに128、つまり4×32のシフトが必要なため、シフト文字はシーケンスの5番目（最初はゼロシフト、スペース）、つまり$になる。これで、文字はシフトY、Y、シフトX、Xの順序になり、完全な座標 (23, 142) は$p Wとしてエンコードされる。 
これらの4つの座標文字はそれぞれ、端末のバッファに格納され、完全な座標が受信されて描画されるまで保持される。描画プロセスは、下位X文字の受信によってトリガーされる。これは、端末が適切な10進範囲内にあることを示すビットパターンを待機することによって探索する。これにより、X座標のみを送信することで、Y座標を共有するポイントを送信するための省略手順が可能になる。ただし、上位Xが変更されていない場合は、下位Xのみが送信される。これにより、プログラマーが特定の座標セットでのYの変化を最小限に抑えるようにデータを配置した場合、端末に送信される文字の総数を大幅に減らすことができる。また、下位Xと下位Yでのみ変化するポイントをグループ化するとさらに減らせる。全体的な効果により、端末に送信されるデータの量が約半分になる。 
グラフィックは、ASCIIグループ区切り文字（GS）文字（ Control+⇧ Shift+M）を送信して「グラフモード」に入ると描画される。その後、端末が受信した4文字（またはそれ以下）のすべてのセットを使用して、X、Y座標を定義する。GSに続く最初の4文字はグラフィックカーソルの位置を変更し、その後のすべてのポイントはディスプレイにベクトルを描画します。ユニット・セパレータ（Control+⇧ Shift+O ）などのいくつかのコマンドを使用してテキストモード（ドキュメントでは「アルファモード」）に戻るが、Returnなど他の多くのシーケンスでも同じ効果がある。 
システムはグラフィックモードでポイントからポイントへのベクトルを描画するため、別々の線を描画するために、コマンドはグラフィックモードを繰り返し開始および終了する必要があった。単一の点を描画するには、目的の座標でグラフモードに入り、同じ座標に長さゼロのベクトルを描画する。 

### グラフィック入力
グラフィック入力用に、端末はキーボード上の一対の親指ホイールを使用してカーソルの位置を制御した。カーソルは、ストレージシステムをトリガーするのに十分なエネルギーを持たない低強度の電子ビームを使用して表示された。カーソルは、端末の電子機器によって動的に更新された。カーソルはESC （ Control+⇧ Shift+K ）（同時にグラフィックモードはオフになる）を押してからSUB （ Control+Z ）でオンになった。グラフィックコマンドと同じX、Yエンコーディングを使用して、位置がコンピュータに返送された。ESC+SUBを送信してからキーボードのキーを押すことによって対話的に実行することも、ホストがESC+ENQを送信することによって直ちに実行することもできる。

### 4014型の変更点
4014シリーズには、いくつかの小さな変更といくつかの大きな改善があった。
アルファモードでは、フォントを拡大縮小して、さまざまな線幅を生成できる。オリジナルの4010型スタイルの74字×35行がデフォルトで、Esc+8で特定のサイズを選択できた。 Esc+9は、小さい字形を描画して81字×38行を生成でき、同様に Esc+:は121字×58行、Esc+;は133字×64行になった。これらはすべて画面上で混在させることができる。
4010型では、十文字カーソルとグラフィックは対話的で、「ダークモード」を使用して、メモリに書き込むことなく画面上を移動した。これは、ビーム内のエネルギーを少なくして、見るのに十分であるが、保存するには不十分な程度の書き込みによって実現された。 Esc+p からEsc+w までのシーケンスのいずれかを送信することにより、このモードを意図的に選択できるようにした。これは、システムが可動オブジェクトを描画できるため、グラフモードで特に役に立ったが、ちらつきを避けるために、シリアルリンク上で1秒間に約30回継続的にオブジェクトを更新する必要があった。これは、たとえば、ゲージとそのスケールマーカーの輪郭を通常どおりに描画して保存し、ダークモードを使用して対話的に針を描画することで使用できる。また、グラフィックモードを終了して再び入ることなく、グラフィックカーソルを新しい場所に移動することができる唯一の方法として使用された。 Esc+oからEsc+hを送信すると、端末が「非フォーカスモード」に設定され、ビームがわずかに広くなり、エネルギーがより広い領域に分散されるため、インテンシティ（強度）が低下する。最後に、Esc+`からEsc+gで、端末を通常のストレージモードに戻った。 
4014型は、特定の座標が完了したことを示す「実行文字」を追加することにより、グラフィックポイントの入力方法を変更した。これにより、たとえば、以前に保存した他の場所を変更せずに、X座標またはY座標を変更できた。これは、ボックスや特に軸のような一連の線を描画したり、ダークモードを使用して最後に保存または移動したアドレスと同じアドレスを送信して画面上にポイントを描画したりする場合に役に立った。X座標とY座標は別々の文字を使用しているため、端末は古い4010型フォーマットで送信されている一連の座標を認識し、受信次第それらを描画して、下位互換性を提供する。
「拡張グラフィックモジュール」をインストールすると、追加の機能セットが利用可能になった。これらの主なものは、解像度を4096×4096に上げる「12ビットアドレッシング」の追加だった。これも、Y軸の3120より上部は見えない。下位Yアドレスと同じ文字範囲を使用して、上位Y文字と下位Y文字の間に「追加のバイト」を送信するだけで、任意のアドレスを12ビットモードで送信できた。拡張グラフィックモジュールのない4010シリーズ端末または4014型では、この追加のバイトは、次の文字として到着した実際の下位アドレスによってすぐに上書きされるため、意味をなさない。拡張グラフィックモジュールを使用すると、端末はビット1と2を使用して通常5ビットの上位Xアドレスの先頭に追加し、ビット3と4を使用して上位Yアドレスに追加する。
拡張グラフィックモジュールのもう1つの機能は、ベクトル描画しているときにビームを断続的に照射して破線を描画できるようにする回路である。線、点、一点鎖線、短いダッシュ、長いダッシュの全部で5パターンがあった。これらは、特に非フォーカスモードと組み合わせてインテンシティを下げたり、シングル座標変更機能を使用してすばやく描画したりする場合に、軸とスケールを描画するのに役に立った。これらは、通常の4014型の描画モード選択と同じエスケープ文字、Esc+` からEsc+wの範囲を使用して選択された。たとえば、拡張グラフィックがインストールされていない場合、,からdのどの文字を送信しても通常の線画モードになるが、モジュールがインストールされている場合、,は通常の描画であり、 aは点線付きで通常の描画という風になった。 
ASCIIレコードセパレータ（RS）文字で入力されたインクリメンタルプロットは、通常の座標を1文字方向に置き換えた。例えばEを送信すると上（「北」）に移動する。これは、針の制御や同様の移動ディスプレイを描画する場合に特に役立ち、時間の経過とともに端末に送信する必要のある情報の量を大幅に削減する。 
拡張グラフィックモジュールでは、2つのポイントプロットモードが導入された。グラフモードのRSではなくASCIIファイルセパレータ（FS）を使用して通常の「ポイントプロット」モードに入ると、送信される座標のポイントのみがプロットされ、それらの間のベクトルはプロットされなかった。 Esc+FS で入る「スペシャルポイントプロット」は、ポイントがさまざまな明るさを持ち、オプションでビームの焦点をぼかすことを可能にする「強調文字」を座標に追加した。

## 4010型 技術データ
| 外観               | キーボード付き台座 |
| 画面               | 74×35文字または1024×780ピクセル。 |
| 画面サイズ         | 6.7 by 9インチ (170 mm × 230 mm) |
| キャラクターセット | スペースを含む64文字 |
| キー               | 52タイプライターキー+十字線コントロールとスイッチ                                                                                     |
| 補助キーパッド     | なし |
| 視覚的指標         | 電源ランプ+2つのインジケータランプ |
| 動作モード         | 英数字、グラフィックプロット、グラフィック入力、印刷                                                                                  |
| インターフェース   | RS-232C / V.24 、テレタイプ |
| フロー制御         | なし |
| 通信速度           | 110、300、600、1200、2400、4800、9600ビット/秒                                                                                        |
| 寸法               | 35.25 by 18.25 by 28.5インチ (89.5 cm × 46.4 cm × 72.4 cm) （4010） 41.15 by 20 by 32.8インチ (104.5 cm × 50.8 cm × 83.3 cm) （4014） |
| 重さ               | 80ポンド (36 kg) |